# Маранцано (Перуђа)
Маранцано је насеље у Италији у округу Перуђа, региону Умбрија.
Према процени из 2011. у насељу је живело 160 становника. Насеље се налази на надморској висини од 277 м.